# Greg Jacks
Greg Jacks (7 marzo 1976) è un batterista francese, membro dei Superbus.

## Biografia
Si avvicina alla musica sin dall'età di 5 anni e forma il suo primo gruppo musicale rock a 12 anni. Dopo aver suonato per molti gruppi decide di fare della musica il suo mestiere.
Si trasferisce a Los Angeles per suonare con Ahmet Zappa. Nel 2000 torna in Francia e va in tour con lo svedese Jay-Jay Johanson. In seguito entra nella band alternative metal francese No One Is Innocent
Nel 2006 diventa il batterista dei Superbus dopo l'abbandono di Guillaume Rousé.

## Discografia

### Con i No One Is Innocent
- Révolution.com - 2004

### Con i Superbus
- Wow - 2006
- Super Acoustique - 2008 (live)
- Lova Lova - 2009